# Ніколя Флоріан
Ніколя Флоріан (фр. Nicolas Florian; 29 березня 1969, Марманд — 26 січня 2025, Бордо) — французький політик, член партії Республіканці, мер Бордо (2019—2020).

## Біографія

### Ранні роки
Народився в сім'ї торговця антикваріатом і регіонального директора компанії Bull, онук італійського іммігранта. Його дідусь і бабуся були фермерами в Лоті і Гаронні, поблизу Марманда.
1975 року його мама і вітчим оселилися в передмісті Бордо Віленав-д'Орноні.

### Кар'єра
1995 року обраний до муніципальної ради передмістя Бордо Вільнав-д'Орнон і до ради міської спільноти Бордо, яку згодом перетворили на метрополію Бордо. 2004 року обраний заступником голови міської спільноти (опікувався туризмом), 2008 року став помічником мера Вільнав-д'Орнона, відповідальним за економічний розвиток, житлове господарство та зайнятість (з цього ж року займався і проблемами економічного розвитку в раді міської спільноти Бордо). У 2001—2008 роках — депутат генеральної ради департаменту Лот і Гаронна від кантону Вільнав-д'Орнон, з 2010 року — депутат регіональної ради Аквітанії. Як сподвижник Алена Жюппе, 2002 року очолив федерацію Союзу за народний рух у департаменті Жиронда, але 2018 року залишив цю посаду, вже після реорганізації партії у Республіканців. 2014 року увійшов до адміністрації мера Бордо Жюппе як помічник мера, відповідального за фінанси, людські ресурси та загальне управління.
7 березня 2019 року, як єдиний кандидат, голосуванням депутатів муніципальної ради обраний мером Бордо після відходу Алена Жюппе до Конституційної ради Франції.
Напередодні муніципальних виборів 2020 року в Бордо очолив правоцентристську коаліцію за участю партії Республіканці, Союзу демократів і незалежних, Демократичного руху і Радикального руху.
У березні 2020 року відбувся перший тур, у якому блок Флоріана з результатом 34,5 % обійшов ліву коаліцію лише на 96 голосів, і 2 червня 2020 року уклав передвиборчий союз з Тома Казнавом, лідером списку макроніської партії Вперед, Республіко, який знявся з другого туру.
28 червня 2020 року ліві вперше за кілька десятиліть перемогли на муніципальних виборах у Бордо, і 3 липня 2020 року депутати нового скликання муніципальної ради обрали мером П'єра Юрміка.
Помер 26 січня 2025 року в Бордо у віці 55 років. За два дні до смерті його ушпиталили після інсульту.

## Особисте життя
Захоплювався регбі. Його дружина Елен працювала в клубі «Бордо-Бегль». Мав сина Антуана.